# 醜擬拉格鮡
醜擬拉格鮡，為輻鰭魚綱鯰形目骨鮡科的其中一種，為熱帶淡水魚類，分布於亞洲孟加拉Feni河流域，體長可達2.7公分，棲息在沙底質、水質清澈且緩慢流動的溪流底層水域，生活習性不明。

## 扩展阅读
維基物種上的相關：醜擬拉格鮡